# Griechische Revolution
1821

Walachischer Aufstand – Kalamata – Navarino – Patras – Salona – Livadeia – Lalas – Samothraki – Monemvasia – Alamana – Valtetsi – Doliana – 1. Akropolis – Gravia – Drăgășani – Grana – Vasilika (Thessaloniki) – Sculeni – Vasilika (Fthiotida) – Tripoli
1822–1824

Akrokorinth – Chalandritsa – Chios – Naoussa – Chios – Peta – Kompoti – Dervenakia – Agionori – Nauplia – 1. Missolonghi – Karpenisi – 2. Missolonghi – Kasos – Psara – Samos – Gerontas
Griechische Bürgerkriege 1823–1825
Ägyptische Intervention

Kremmydi – Andros – Sphacteria – Maniaki – Myloi – Alexandria – Kakosalesi – Kleisova – 3. Missolonghi – Kastraki – Mani – Varnakova – 2. Akropolis – Arachova – Kamatero – Phaleron
Intervention der Großmächte

Volos – Itea – Mega Spilaio – Navarino – Morea-Expedition – Chios-Expedition – Mortino – Koronisia – Petra
Seeschlachten sind in kursiv
Die Griechische Revolution (1821–1829), auch Griechischer Aufstand oder Griechischer Unabhängigkeitskrieg genannt, bezeichnet den Kampf der Griechen gegen die Herrschaft der Osmanen und für eine unabhängige griechische Republik. Das Bestreben nach Unabhängigkeit wurde zunächst vor allem aus taktischen Gründen von den Großmächten Frankreich, Großbritannien und Russland unterstützt. Der 25. März 1821 markiert den Beginn der griechischen Revolution und ist Nationalfeiertag in Griechenland. Der Nationalfeiertag wird in Griechenland mit einer Parade gefeiert.

## Voraussetzungen

### Gesellschaft
Die Eroberung des byzantinischen Konstantinopel durch die Osmanen im Jahre 1453 beendete zwar nicht das griechische Gesellschaftsleben, führte jedoch zu einer Flucht eines Teils der Eliten, vor allem von Künstlern, Kaufleuten und Gelehrten. Sie ließen sich in Westeuropa oder in Gebieten, die noch unter anderer Herrschaft waren, wie z. B. Kreta, nieder. In Italien trug diese griechische Migration wesentlich zur Entwicklung der Renaissance bei.
Die Osmanen installierten in ihrem Herrschaftsgebiet das Millet-System, das den dort lebenden Christen und Juden bestimmte Rechte zusicherte. Im Gegenzug wurde den Angehörigen dieser Religionsgemeinschaften, den sogenannten „Schutzbefohlenen“ (Dhimma), das Tragen von Waffen untersagt und sie wurden dazu verpflichtet, eine Kopfsteuer (Dschizya) zu zahlen. Gegenüber den anderen Christen des Balkans und Kleinasiens genossen die Griechen im Rahmen dieser Regelung jedoch von vornherein Sonderrechte, die sie über die folgenden Jahrzehnte und Jahrhunderte zu vermehren vermochten.
Diese Sonderrechte galten nicht den Griechen im Allgemeinen. Der einfachen griechischen Landbevölkerung ging es nicht anders als beispielsweise den Serben oder den christlichen Albanern. Insbesondere wurde der bereits in spätbyzantinischer Zeit vernachlässigte, an Homer orientierte Unterricht im Lesen und Schreiben abgeschafft, was in der Landbevölkerung zu Analphabetismus führte. Der griechisch-orthodoxe Klerus, der allerdings nicht nur aus ethnischen Griechen zusammengesetzt war, wurde in der osmanischen Gesellschaftsordnung durchaus privilegiert. Im Namen der Hohen Pforte kontrollierte er die orthodoxe Religionsgemeinschaft. Dabei unterschieden die Osmanen nicht weiter zwischen griechischen, slawischen, albanischen und rumänischen Christen, als sie dem griechischen Klerus sämtliche religiöse, erzieherische und administrative Macht über sie übertrugen.
Da der Patriarch weiterhin in Konstantinopels Stadtteil Phanari, dem heutigen Fener, residierte, blieben diese Stadt und insbesondere dieser Stadtteil für die Griechen des Osmanischen Reiches ein kulturelles und religiöses Zentrum, wie schon zu vorosmanischen Zeiten. Die hier lebenden, vom Sultan privilegierten Griechen nannte man Phanarioten. Entsprechend waren der orthodoxe Glaube, die Kultur und das Erziehungssystem stark griechisch dominiert. Der griechische Klerus profitierte also von der Aufhebung der Autonomie der nichtgriechischen Kirchen.
Die osmanische Herrschaft setzte ab 1715 gezielt Phanarioten als Woiwoden in unruhigen Provinzen ein. Einer von diesen war Konstantin Ypsilantis, der schon in jungen Jahren gemeinsam mit seinem Vater Alexander Ypsilantis (Dragoman) an Unabhängigkeitsplänen für Griechenland feilte. Später amtierte er als Gospodar der Fürstentümer Moldau und Walachei und hatte Kontakt mit der Serbischen Revolution (1804). Weiterhin gründete er in Bukarest ein „griechisches Freiheitscorps“, das die Unabhängigkeit Griechenlands vom Osmanischen Reich erlangen sollte. Die veränderte politische Lage vereitelte jedoch diese Pläne.
Eine der Schlüsselfiguren bei der Vorbereitung der Griechischen Revolution war Zacharias Barbitsiotis, der in den letzten Jahrzehnten vor dem Aufstand von 1821 aktiv verschiedene Klephten- und Armatolen-Verbände vereinte. Als Anführer und Stratege diente er vielen später prominenten Revolutionären als Mentor, darunter Nikitaras („der Türkenfresser“) und Theodoros Kolokotronis, dem späteren Oberbefehlshaber der griechischen Streitkräfte.
Anfang 1821 herrschte in vielen Teilen Griechenlands Unruhe, und die griechische Bevölkerung war der türkischen zahlenmäßig deutlich überlegen. Auf dem Festland betrug das Verhältnis fast überall 11:1. Die Gesamtzahl der griechischen Einwohner auf dem Peloponnes, in Mittelgriechenland und auf Euböa wurde auf etwa 705.850 geschätzt, während die türkische Bevölkerung etwa 63.600 Personen umfasste. Diese überwältigende Bevölkerungsmehrheit der Griechen war einer der Faktoren, die den Ausbruch der Revolution als unvermeidlich erscheinen ließen.

### Verwaltung
Nicht selten waren administrative Posten mit Griechen besetzt, sogar an zentralen Stellen der osmanischen Verwaltung. Ebenso war das Büro des Dragoman (Dolmetscher) in griechischer Hand. Dies hatte seinen Grund darin, dass die hohen muslimischen Beamten nicht besonders daran interessiert waren, Fremdsprachen zu lernen. Daher wohnten Griechen in dieser Funktion oftmals diplomatischen Verhandlungen bei und hatten damit de facto Botschafterfunktion.
Auf einer verwaltungstechnisch niedrigeren Ebene waren die Phanarioten für die Steuereintreibung bei den Christen verantwortlich. Dieses Recht wurde häufig zur eigenen Bereicherung missbraucht, indem bei den Christen der Provinz, Griechen wie Nichtgriechen, immer höhere Abgaben erhoben wurden. Nicht zuletzt diese Praxis führte zum Volksaufstand von 1821. Nicht alle Phanarioten verfolgten diese Praxis. Es gab unter den späteren Freiheitskämpfern sogar etliche Phanarioten, die im Kampf für die Ideale eines unabhängigen demokratischen Nationalstaats eine tragende Rolle gespielt haben. Neben anderen gehörte auch der Sohn von Konstantin Ypsilantis, Alexander Ypsilantis, zu ihnen. Dennoch waren es gerade große Teile der gebildeten Griechen, die der aufgeklärten Idee des eigenen Nationalstaates nach französischem Vorbild zunächst nicht viel abgewinnen konnten.

### Revolutionäre Einflüsse aus Westeuropa
Für die beschriebenen, im Millet-System privilegierten Gruppen war die osmanische Fremdherrschaft also durchaus nutzbringend. Reiche Schiffseigner auf den Inseln, wohlhabende Kaufleute, der hohe Klerus der orthodoxen Kirche oder die Phanarioten hatten durch eine nationale Revolution viel zu verlieren und kaum etwas zu gewinnen.
Ein Großteil der Griechen hatte jedoch keinen Anteil an der Macht und dem Wohlstand der Oberschicht. Die Landbevölkerung, die untergeordneten Geistlichen der Provinz und auch einfache Seeleute kannten all diese Annehmlichkeiten durch den osmanischen Status quo nicht.
Gegen Ende der Antike, also bis etwa zum Beginn des 5. Jahrhunderts, war Griechenland das einzige vollständig alphabetisierte Land Europas gewesen. Man lernte Lesen und Schreiben in öffentlichen Schulen durch Auswendiglernen der Texte Homers. Seit der Zeit der türkischen Besetzung geschah dies überhaupt nicht mehr, so dass eine ungebildete Unterschicht von Landarbeitern, Seeleuten, aber auch Geistlichen entstand; letztere verstanden nur noch allenfalls rudimentär, was sie im Rahmen des Gottesdienstes aus dem Neuen Testament vorlasen. Stattdessen war man immer stärker auf mündliche Überlieferungen angewiesen.
Die nunmehr weitgehend ungebildete Menge, die zu jener Zeit den Großteil der unterworfenen Griechen ausmachte, verfügte weder über eine vereinigende Ideologie, noch über finanzielles Gewicht. Ohne Ideen und Führung entlud sich der Unmut der griechischen Bevölkerung lediglich von Zeit zu Zeit in lokalen Aufständen, die von der osmanischen Ordnungsmacht ebenso schnell niedergeschlagen wurden, wie sie entflammt waren. Im 17. Jahrhundert jedoch zeichnete sich langsam eine bedeutende kulturelle und geistige Veränderung ab.
Ein zweiter Grund war der Vergleich zwischen Gebieten, die unter venezianischer Herrschaft standen, mit Gebieten unter osmanischer Herrschaft. So standen die Ionischen Inseln unter der Herrschaft der Venezianer. Obwohl sie weniger Bodenschätze und schlechtere geographische Bedingungen im Vergleich zum osmanischen Festland und anderen Inseln aufwiesen, blühten sie wirtschaftlich auf. Die Republik Venedig stellte Söldner und förderte die Inseln etwa durch neue Anbaumethoden und die garantierte Abnahme landwirtschaftlicher Produkte. Aufgrund einer freiheitlichen Gesellschaftsverfassung kam es zu einer Durchmischung von Griechen und neuen Siedlern, von Orthodoxen und Katholiken. Der Adelsstand setzte sich aus beiden Ethnien zusammen, und die griechische Sprache wich mehr und mehr einer griechisch-italienischen Kreolsprache.
Der geistige Austausch der griechischen Zivilisation mit dem Rest Europas hatte nie vollständig aufgehört. Nach dem Fall Konstantinopels im Jahre 1453 waren viele Griechen, vor allem Gelehrte, Künstler und Kaufleute in den Westen geflohen, wo sie ihren Beitrag zur Renaissance leisteten. So war einer der größten Vertreter des Manierismus in Spanien ein Grieche aus Kreta, El Greco, eigentlich Domínikos Theotokópoulos. Auch Handelskontakte unterstützten den Ideenaustausch. Zusätzlich zu den neuen Produktionstechniken brachten griechische Händler auch neue Ideen ins Land, unter anderem das für sie sehr attraktive Konzept des wirtschaftlichen und politischen Liberalismus.
Die florierenden Handelsaktivitäten griechischer Kaufleute aus dem Ausland entfachten neue Kräfte im kulturellen Leben der entstehenden Nation. Im Venedig des 16. Jahrhunderts gingen Druckerpressen in Betrieb, die in der Folge auch vermehrt griechischsprachige Bücher druckten, was bis dahin kaum geschehen war. Für Studenten, die sich ein Studium im Ausland nicht leisten konnten, wurden entsprechende Einrichtungen zu Hause gegründet. Das Interesse des Volkes an der griechischen Sprache, den lokalen Traditionen, an überlieferten Erzählungen und epischen Dichtungen über orthodoxe Märtyrer oder heroische Freiheitskämpfer, schließlich auch an der klassischen Mythologie erwachte von neuem. Eine führende Rolle bei diesem Wiedererwachungsprozess spielten die aufklärerischen Schriftsteller Adamantios Korais und Rigas Velestinlis.

## Verlauf
Die Griechen, seit dem Fall Konstantinopels 1453, also mehr als 350 Jahre lang unter osmanischer Herrschaft, erwiesen sich als militärisch zu schwach, ihre neu errungene nationale Unabhängigkeit aus eigener Kraft zu verteidigen. So wurde der Unabhängigkeitskrieg im Wesentlichen zwischen den europäischen Großmächten und dem Osmanischen Reich entschieden. Ein Vorspiel dazu bildete bereits 1770 die vom Kaiserreich Russland inspirierte, niedergeschlagene Orlow-Revolte. Nach der Einberufung der ersten griechischen Nationalversammlung am 20. Dezember 1821 gerieten die Bemühungen um eine nachhaltige Befreiung der von Griechen besiedelten Reichsteile für mehrere Jahre ins Stocken. Erst die Vernichtung der türkisch-ägyptischen Flotte durch die Großmächte 1827 bei Navarino und dann der achte russische Türkenkrieg des Jahres 1828 schafften die Voraussetzungen für den Frieden von Adrianopel 1829.

### Ausbruch der Revolution (1821)

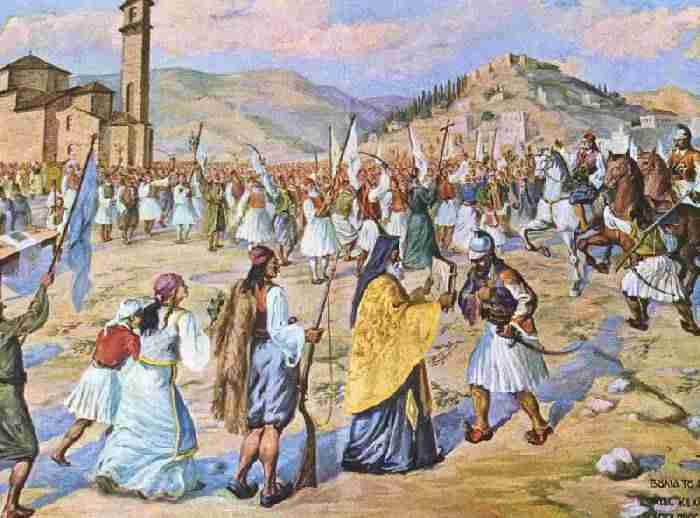
Die Befreiung von Kalamata

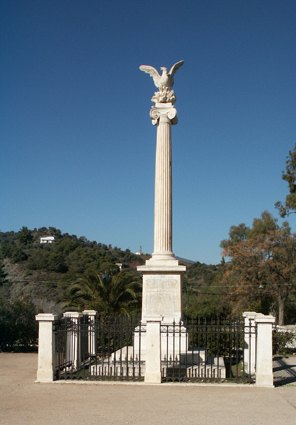
Denkmal für die erste griechische Nationalversammlung am 20. Dezember 1821

Im Gegensatz zum serbischen Aufstand des Jahres 1804, der als spontaner Gegenangriff auf entsprechende türkische Aktivitäten betrachtet werden kann, war die Griechische Revolution des Jahres 1821 bereits Jahre vorher von der Filiki Etairia (griechisch für „Freundschaftsbund“) geplant und durchdacht worden. Allerdings stand hinter diesen Plänen nicht das griechische Volk in seiner Gesamtheit. Die moderne Idee der Nationalität war vielen noch zu abstrakt, geschweige denn, dass irgendjemand an den Erfolg des Unternehmens geglaubt hätte.
Das genaue Datum für den Ausbruch der Revolution wurde Ende Januar während der Konferenz von Vostitsa grundsätzlich festgelegt. Dieses Treffen war wegweisend für die letzten Schritte vor dem Beginn des Unabhängigkeitskrieges.
Der Griechische Unabhängigkeitskrieg begann tatsächlich einige Tage früher als seine offizielle Erklärung mit der Befreiung von Kalamata am 23. März 1821. Diese Befreiung war der Auftakt zum Griechischen Unabhängigkeitskrieg gegen die Osmanen und fand friedlich statt.
Die Filiki Etairia plante, die Revolution am 25. März an drei verschiedenen Orten gleichzeitig zu entfachen, um bei den Osmanen auf diese Weise größere Verwirrung zu verursachen und so den Erfolg wahrscheinlicher zu machen. Einer dieser Orte war die Peloponnes, auf der eine größere Gruppe von Rebellen, die sogenannten Klephten, den Revolutionsplan unterstützten. Der zweite Ort war Konstantinopel, wo Unruhen innerhalb der Phanariotengemeinde geplant waren und das als selbstverständliche Hauptstadt des neu zu schaffenden Griechenlands angesehen wurde. Als dritte Aktion war der Einmarsch von griechischen Streitkräften in das Fürstentum Moldau und die Walachei geplant. Diese sollten aus Odessa über die russische Grenze einmarschieren.
Die Planer der Revolution betrachteten diese rumänischen Provinzen fatalerweise als griechische Gebiete, wohl weil sie vorher ein Jahrhundert lang von griechischen Phanarioten verwaltet worden waren. Dabei ignorierte und/oder verkannte die Filiki Etairia vollkommen die Tatsache, dass es sich bei der einheimischen Bevölkerung, sowohl was bedeutendere Persönlichkeiten als auch was das einfache Volk anging, um ethnische Rumänen handelte, die kaum für die griechische Sache zu gewinnen waren. Es war geplant, dass Alexander Ypsilantis ein Freiwilligenbataillon (Heilige Schar) aus Studenten und rumänischen Bauern in den Kampf gegen die Osmanen führen sollte. Ypsilantis, selbst Sohn und Enkel zweier Phanarioten-Herrscher der Moldau, sollte dabei vom damaligen moldauischen Woiwoden Tudor Vladimirescu unterstützt werden, der eigentlich den Aufstand der rumänischen Bauern organisieren sollte. Es kam jedoch anders.

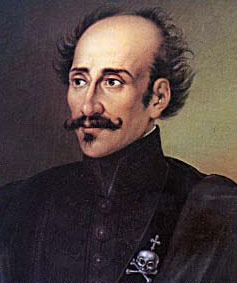
Alexander Ypsilantis, Anführer der Revolution

Als Alexander Ypsilantis im März 1821 mit seinen 450 Mann, dem „heiligen Bataillon“, in die Moldau einmarschierte, griffen die Rumänen unter Vladimirescu nicht die Osmanen, sondern die Häuser der verhassten griechischen Phanarioten an. Sie waren mehr daran interessiert, ihre Provinzen selbst zu verwalten, als sich mit der osmanischen Obrigkeit anzulegen. Der Einmarsch der Griechen in die rumänischen Donaufürstentümer endete in einem völligen Fiasko. Ypsilantis zog sich nach Österreich zurück und starb im Januar 1828 in Wien. Nach dem heutigen Verständnis des Nationalitätenbegriffs sind die Gründe für das Scheitern der Griechen in den Donaufürstentümern offensichtlich. Die Planer der Filiki Etairia erlagen, vermutlich vor allem aus Wunschdenken, dem fatalen Irrtum, in den Rumänen nach osmanischem Verständnis einfach nur nichtmuslimische Orthodoxe sehen zu können.
Zudem wurde auch der Aufstand in Konstantinopel niedergeschlagen. Die Osmanen reagierten mit der Erhängung des griechisch-orthodoxen Patriarchen. Daraufhin verurteilten der neue Patriarch und andere kollaborierende Phanarioten die Revolution.
Die Kotzabasiden, die als Honoratioren und lokale Machtinhaber fungierten, zögerten in mehreren Regionen, wie dem Peloponnes, zunächst, sich der Griechischen Revolution anzuschließen. Als jedoch Klephten organisierte bewaffnete Angriffe gegen die Osmanen starteten, sahen sie sich gezwungen, sich ebenfalls dem Kampf gegen die Osmanen anzuschließen. Im Laufe des Unabhängigkeitskrieges übernahmen sie wichtige Führungs- und Versorgungsrollen in der Revolution.

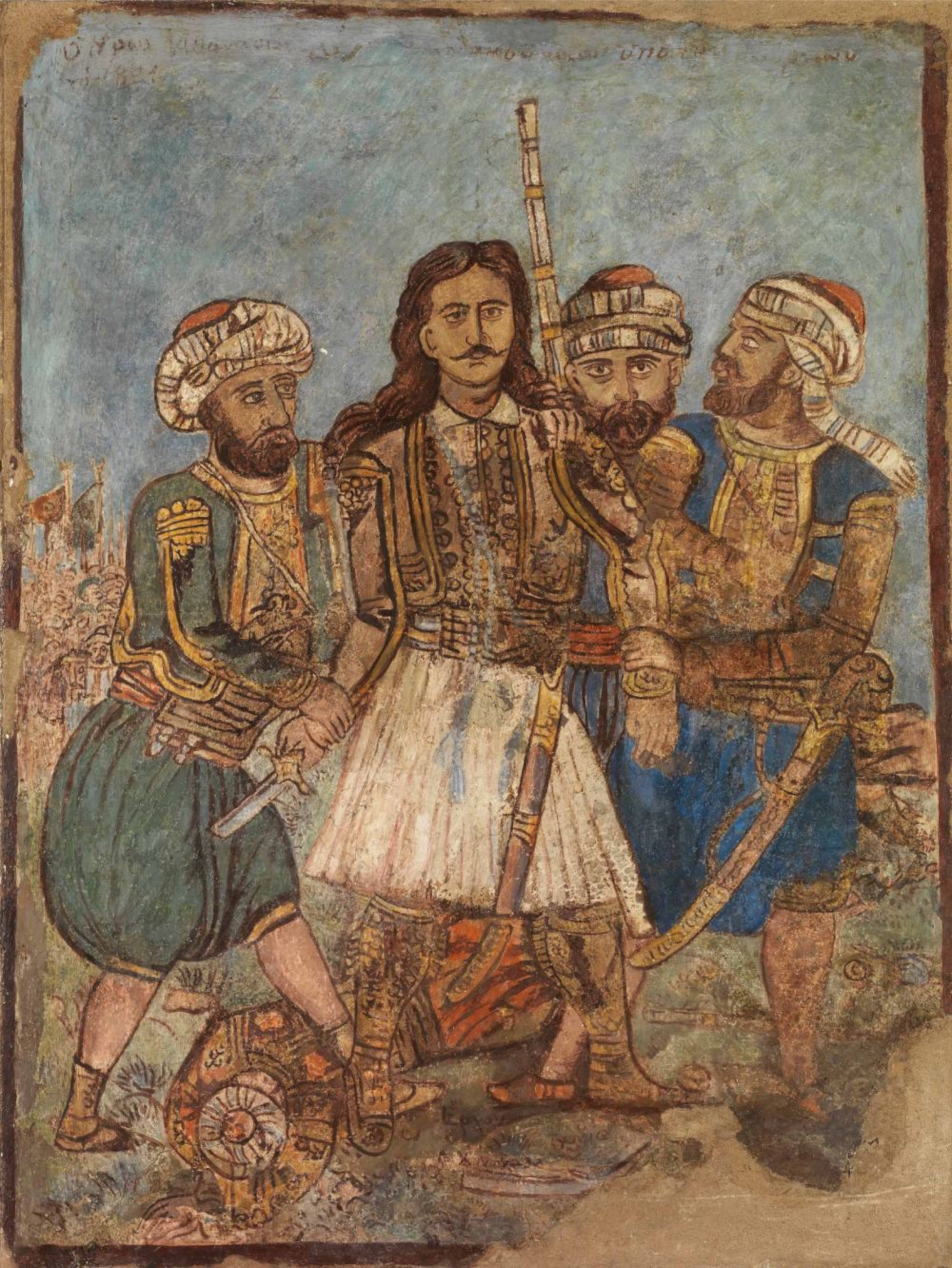
Der verwundete und gefangengenommene Athanasios Diakos mit seinem zerbrochenen Schwert, dargestellt in einem Gemälde von Theofilos Chatzimihail aus dem Jahr 1931. Werk aufbewahrt in: Hochschule der Bildenden Künste Athen.

Die Schlacht von Alamana, am 22. oder 23. April 1821, war eines der prägenden Ereignisse der Griechischen Revolution gegen die osmanische Fremdherrschaft. Sie gilt als die erste militärische Niederlage der griechischen Aufständischen während der Revolution. Nach der Schlacht fiel auch der Partisanenführer Athanasios Diakos. Obwohl die beiden Paschas, Omer Vrioni und Kiose Mehmet, auf diesem Schlachtfeld siegreich waren, gelang es ihnen nicht, ihre strategischen Ziele zu verwirklichen und bis zum belagerten Tripoli auf dem Peloponnes vorzustoßen. Die Verzögerung bei Alamana verschaffte Odysseas Androutsos ausreichend Zeit, den Widerstand in der Karawanserei von Gravia vorzubereiten, was in einem entscheidenden Sieg in der Schlacht von Gravia mündete. In dieser Schlacht fügte Androutsos mit einer Gruppe von etwa 120 Männern der osmanischen Armee unter der Führung des Tosken Omer Vrioni, die aus rund 9.000 Soldaten samt Artillerie bestand, erhebliche Verluste zu. Infolgedessen musste sich Vrionis Truppe auf die Insel Euböa zurückziehen. Zudem ermöglichte die Schlacht von Alamana Theodoros Kolokotronis, den richtigen Zeitpunkt zu nutzen, um die Schlacht von Valtetsi zu gewinnen.

Die Flagge des Kontingents von Athanasios Diakos zeigt die Aufschrift 'Freiheit oder Tod' (griechisch: 'Ελευθερία ή Θάνατος'). Im Zentrum ist der Heilige Georg im Kampf gegen den Drachen abgebildet

Im September 1821 kam es zum Massaker von Samothraki, da das Osmanische Reich entschied, „dass die Samothraker eine exemplarische Bestrafung verdienten“.

Indes war ein Erfolg auf der Peloponnes zu verzeichnen: die Revolution entlud sich auf der ganzen Halbinsel. Türkische Städte wurden eingenommen und über 45000 peloponnesische Türken getötet. Die osmanische Armee verhängte im Gegenzug ähnliche Maßnahmen über Teile ihrer griechischen Bevölkerung, unter anderem auf der Insel Chios. Schätzungen gehen von mindestens 30000 getöteten und genauso vielen versklavten Griechen aus. Die Revolution war in vollem Gange; die Peloponnes wurde nach und nach befreit. Am 20. Dezember 1821 trat in Nea Epidavros (damals noch Piáda genannt) die erste griechische Nationalversammlung zusammen.

### Rettung des Aufstands und das Verharren der Frontlinien (1821–1825)
Nach diesem ersten Erfolg von 1821 verhärteten sich die Fronten im Süden Griechenlands bis zum Einfall der Osmanen unter Mahmud Dramali Pascha und die darauf folgende Schlacht von Dervenakia. Die Osmanen hatten eine Armee von etwa 20.000 Mann Infanterie und 8.000 Mann Kavallerie mit reichlich Vorräten und Transportmitteln in Larisa versammelt, die schließlich Dramali Pascha anvertraut wurde. Diese Armee war die größte, die man seit dem letzten osmanisch-venezianischen Krieg in Griechenland gesehen hatte. Die Schlacht verlief vom 6. bis 8. August 1822 und stellte einen bedeutenden Sieg der Griechen über die osmanischen Streitkräfte dar und war ein wichtiger Meilenstein im Griechischen Unabhängigkeitskrieg. Sie führte zur Niederlage der bedeutenden Expedition unter Mahmud Dramali Pascha, die darauf abzielte, den seit 1821 laufenden griechischen Aufstand niederzuschlagen. Die Zerschlagung von Dramali Paschas Streitkräften rettete das Zentrum des Aufstands, die Morea, und sicherte es für die Griechen, bis 1825 Ibrahim Pascha eintraf. Bei dieser Schlacht agierten neben Anführern wie Theodoros Kolokotronis, Nikitaras und Papaflessas auch viele Dorfbewohner die das womöglich entscheidende Massenelement ausgemacht haben.

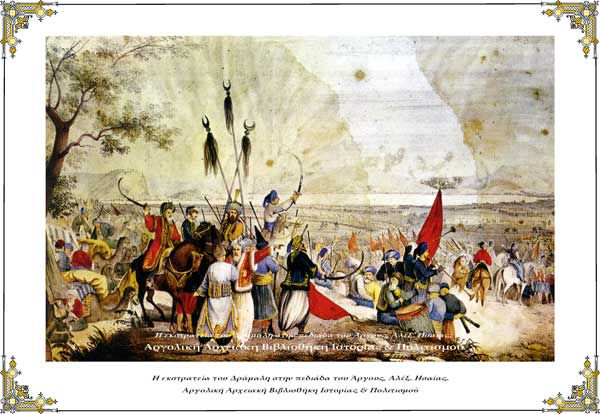
Dramalis Expedition bei Argos – vor der Schlacht von Dervenakia -Alexandros Isaias

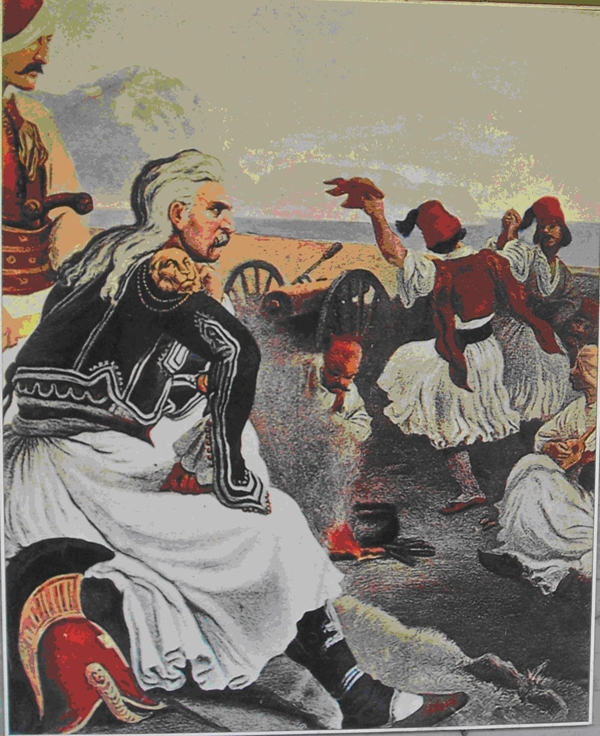
Kolokotronis und seine Soldaten nach der Schlacht von Dervenakia

Für die Zeit nach der Schlacht von Dervenakia verhärteten sich die Fronten erneut. Es gab gleich mehrere Gründe dafür: Zunächst war keine der beiden Seiten stark genug für einen schnellen endgültigen Sieg. Auf der einen Seite mussten die osmanischen Truppen jeden Frühling aufs Neue von ihrer Basis im mittelgriechischen Thessalien losmarschieren. Da keine entsprechend große Flotte zur Verfügung stand, mussten sich die Osmanen ihren Weg entlang der Küste in Richtung Süden bahnen. Im Herbst marschierten sie wieder zurück, da auf der unruhigen Peloponnes nicht an sichere Überwinterung zu denken war. Auf der anderen Seite hatten die Griechen den türkischen Truppen keine reguläre Armee entgegenzusetzen. Die griechischen Einheiten, die zum größten Teil aus Partisanen, Bauern und einigen Phanarioten bestanden, waren zu schwach, um eine Offensive nach Norden einzuleiten. Sie vermochten nur die Peloponnes zu verteidigen.
Ein zweiter Grund für das Verharren der Fronten war ein Streit um die Führung unter den Griechen selbst. Man teilte sich in zwei Lager, welche die im Osmanischen Reich existierenden Klassenunterschiede auch in die Revolution hineintrugen: Die bewaffneten Landarbeiter und die früheren Klephten sahen in Theodoros Kolokotronis ihren Anführer. Ihm gegenüber standen die Führer der Nationalversammlung, der Alexandros Mavrokordatos und Georgios Koundouriotis angehörten. Mavrokordatos stammte aus einem alten Phanariotengeschlecht. Koundouriotis war ein reicher Schiffseigner aus Hydra. Sie repräsentierten die Nationalversammlung, die im Grunde für die einflussreichen und wohlhabenden Persönlichkeiten sprach.
Nach enormen Disputen zwischen den politischen Fraktionen im Anschluss an die Zweite Nationalversammlung in Astros kämpfte die Regierung unter Georgios Koundouriotis in den Bürgerkriegen 1823–1825 gegen die Gegenregierung von Theodoros Kolokotronis. Während der erste Bürgerkrieg (1823–1824) mit einem Kompromiss endete, führte der zweite Bürgerkrieg (1824–1825) zur Inhaftierung von Theodoros Kolokotronis und seinen Anhängern.
Am 2. Juni 1823 ernannte die Exekutive Ioannis Orlandos zu der Schlüsselrolle, Kredite in London zu beschaffen – eine Aufgabe, die er in Zusammenarbeit mit Andreas Louriotis, Ioannis Zaimis und dem London Philhellenic Committee erfüllte und die schließlich zu den ersten beiden offiziellen Auslandskrediten für die Revolution führte.

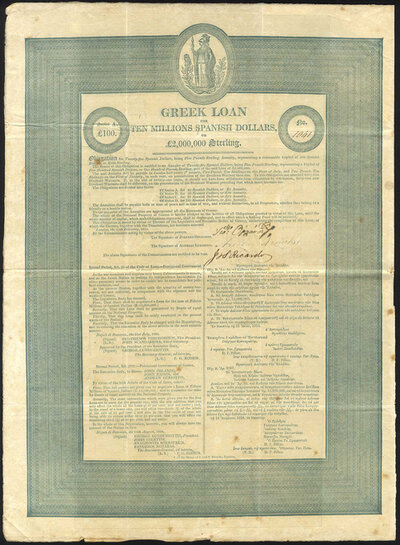
Darlehen der griechischen Regierung in Höhe von 2.000.000 Pfund Sterling (2 Millionen Pfund Sterling; L100-Anleihen Nr. 1041), unterzeichnet als Auftragnehmer von J. S. Ricardo, mit verziertem Rand „Athena“ oben.

Im Juni 1824 wurde die Insel Kasos vom Osmanischen Reich überfallen; dabei kam es zum Massaker von Kasos.
Der dritte Grund für das Verharren der Fronten waren Interventionen von Großbritannien, Frankreich und Russland. Alle drei Großmächte hatten finanzielle Interessen im Osmanischen Reich und wollten sichergehen, dass diese durch die Revolution auf der Peloponnes nicht gefährdet wurden. Die Briten – damals mit Abstand die Weltmacht – waren trotz aller Sympathie für die Griechen (Philhellenismus) nicht gewillt, die Türkei so schwach werden zu lassen, dass sich die Russen einen Zugang zum Mittelmeer sichern konnten, wo sie eine Gefahr für die Handelsrouten gewesen wären. Der Zar dagegen befürchtete trotz seiner ebenso gehegten Sympathie für die griechischen Glaubensbrüder, dass der eventuell neu entstehende griechische Staat ein Bündnis mit Großbritannien eingehen könnte. Außerdem behagte ihm die Idee der nationalen Revolution nicht. Die Franzosen dagegen hatten strategische wie auch finanzielle Interessen in dieser Region zu wahren. Ihnen war der Erhalt des Status quo eindeutig die liebste Lösung.
Aus der Sicht der Großmächte bewies das jahrelange Verharren der Fronten im Süden Griechenlands, dass die Revolution nicht verebben würde. Deshalb trafen sie Vorbereitungen, um letztlich ein Ergebnis dieser Revolution zu sichern, das ihre Interessen nicht verletzen würde.

### Endphase der Revolution (1825–1830)
Die Endphase wurde durch das Eingreifen fremder Mächte auf beiden Seiten bestimmt. Nachdem der Sultan ihm die Herrschaft über die von ihm eroberten Gebiete zugesichert hatte, eilten die modernisierten ägyptischen Streitkräfte unter der Führung von Mehmed Ali den Osmanen zu Hilfe. Im Jahre 1825 landeten sie auf der Peloponnes und eroberten den Hafen von Navarino. Die Revolution war damit im Prinzip gescheitert. Es war nun ein leichtes, die Peloponnes von den zerstrittenen Griechen zurückzuerobern.
Zwischen dem 18. und 24. November 1826greg. kam es zur siegreichen Schlacht von Arachova.

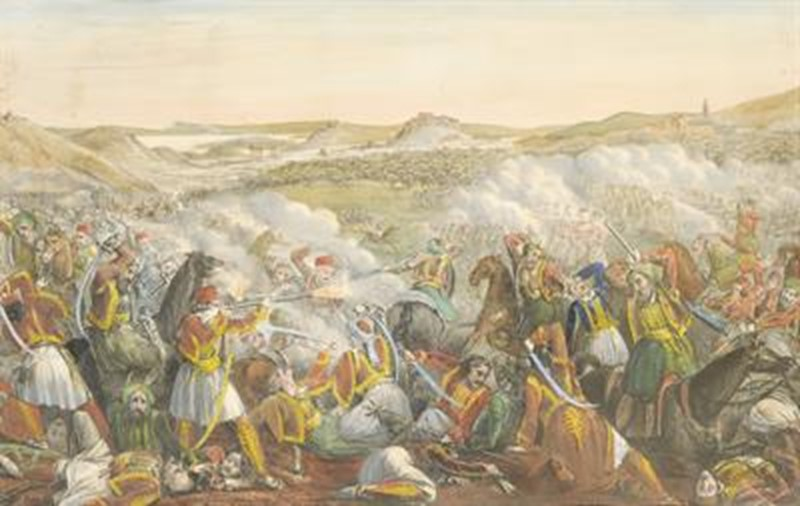
Die Schlacht von Phaleron, Alexandros Isaias.

Am 24. April 1827 fand die Schlacht von Phaleron (oder Schlacht von Analatos) zwischen griechischen Revolutionären und der osmanischen Armee statt. Ziel war es, die Belagerung der Akropolis zu durchbrechen. Die schlecht geplante Offensive, unterstützt von den Briten, endete in einer verheerenden Niederlage der Griechen mit über tausend Toten, darunter mehrere Partisanenführer wie Ioannis Notaras und Georgios Karaiskakis, der einen Tag zuvor in einem Scharmützel fiel. Die Schlacht gilt als eine der größten Niederlagen im Unabhängigkeitskrieg.

Die europäischen Großmächte wollten nicht, dass Mehmet Ali die Herrschaft über Griechenland erlangte. Großbritannien, Frankreich und Russland einigten sich darauf, die Kräfte zu vereinen und eine Drei-Mächte-Flotte nach Navarino zu senden. Diese Flotte versenkte am 20. Oktober 1827 in der Schlacht von Navarino 60 gegnerische Schiffe. Damit hatte der Sultan den europäischen Großmächten auf der Peloponnes militärisch nichts mehr entgegenzusetzen.

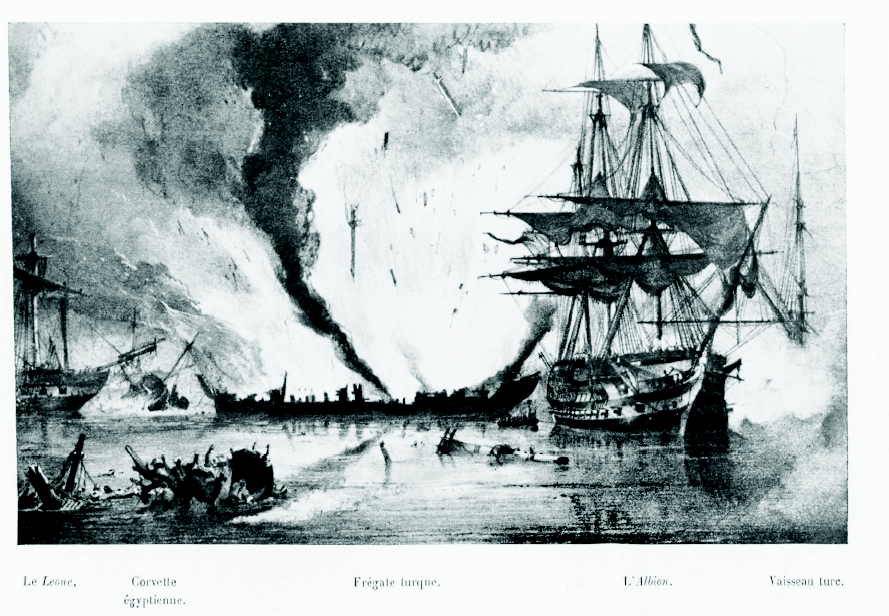
Ansicht der Schlacht von Navarino, eine von zwölf Zeichnungen von George Philip Reinagle, um 1827

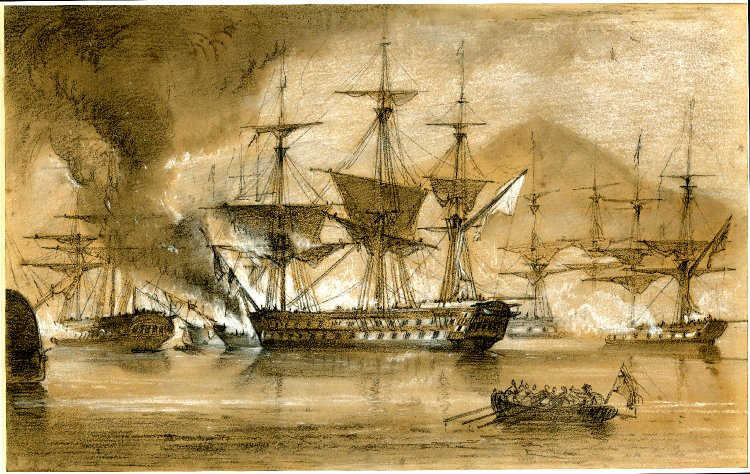
Schlacht von Navarino, kolorierte Zeichnung von George Philip Reinagle, um 1827

Den letzten Akt der Revolution bestimmte der Russisch-Osmanische Krieg (1828–1830). Nach dem russischen Einmarsch in das Osmanische Reich und der Kapitulation des Sultans wurde im Londoner Protokoll vom 3. Februar 1830 die Errichtung eines unabhängigen griechischen Königreiches beschlossen. Für das neue Königreich wurde Prinz Leopold von Sachsen-Coburg in Aussicht genommen, der Witwer der kinderlos verstorbenen britischen Prinzessin Charlotte Augusta, des einzigen ehelichen Kindes des seinerzeitigen britischen Thronfolgers und Prinzregenten und nunmehrigen Königs Georg IV. Dieser lehnte ab, weil gleichzeitig (1830) Belgien unabhängig wurde und Leopold die belgische Königskrone für erstrebenswerter hielt. Im Jahr zuvor wurde Prinz Philipp von Hessen-Homburg als Kandidat für den griechischen Königsthron gehandelt. Der britische Vorschlag wurde von Russland gutgeheißen, von Frankreich aber abgelehnt. So gelangte mit Billigung der drei Großmächte (Großbritannien, Frankreich, Russland) der noch minderjährige zweite Sohn des bayerischen Königs Ludwig I., Prinz Otto von Bayern, auf den griechischen Thron, weil den Mächten kein griechischer Kandidat geeignet erschien und eine republikanische Staatsform außerhalb des Vorstellbaren war. Dieser Prinz wurde unter der hellenisierten Form seines Namens Othon der erste König von Griechenland.

## Revolutionäre Flaggen (Auswahl)

Die allgemein am häufigsten verwendete Flagge der Griechischen Revolution
Die Flagge des Korps von Markos Botsaris (Soulioten, 1820–1823)
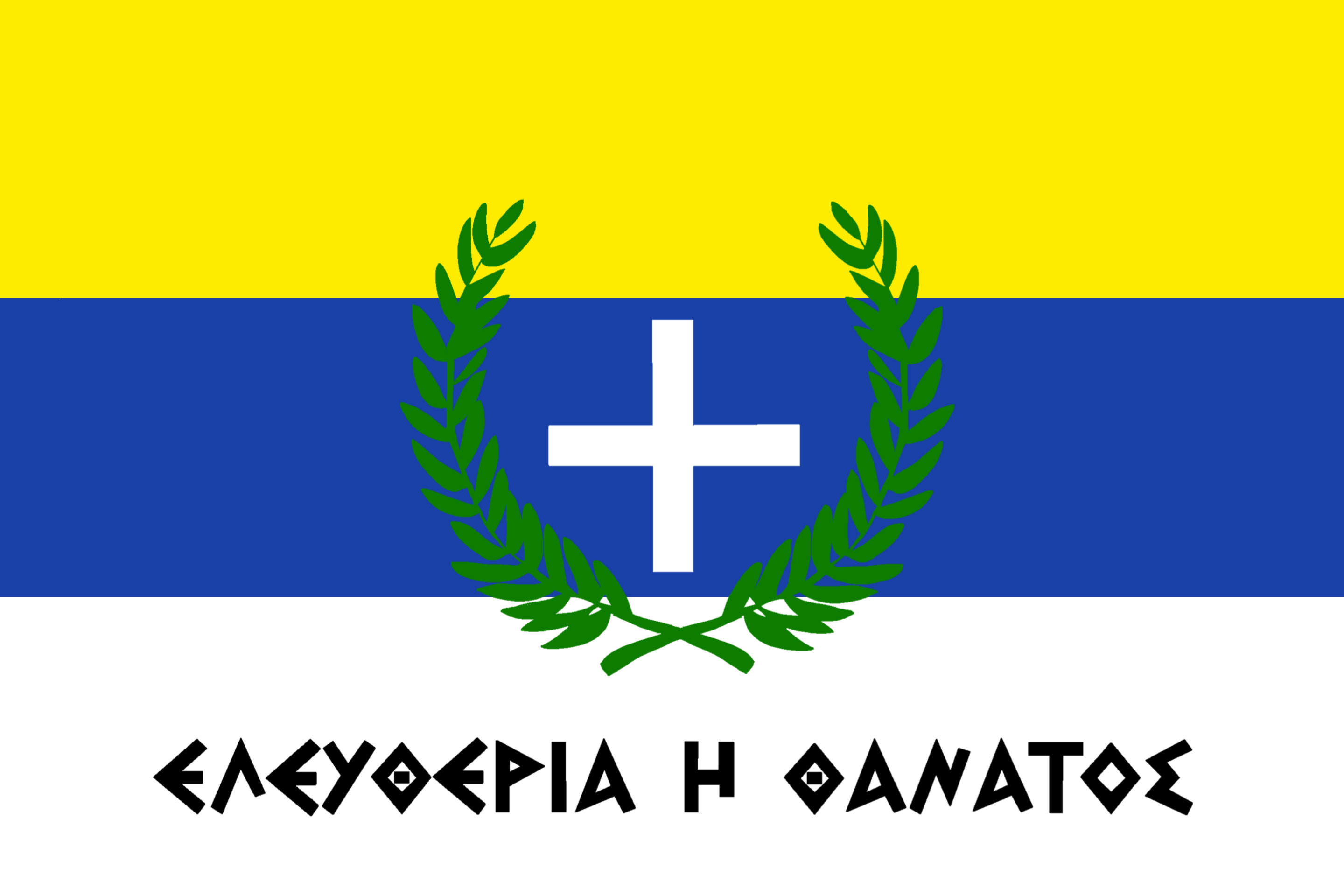
Die Flagge griechischer Irregulärer (1821–1829)
Die Flagge des Korps von Andreas Londos (erstmals am 23. März 1821 in Egio gehisst)
Flagge der provisorischen Regierung von Samos (erstmalig am 8. Mai 1821 von Lykourgos Logothetis gehisst)
Flagge des Korps von Athanasios Diakos (1821)
Flagge der Manioten (1821)
Flagge von Andreas Miaoulis (1821)
Flagge der Heiligen Schar (1821)

## Nach der Revolution

Das Königreich Griechenland bei seiner Errichtung

Im Jahr 1830 wurde in Wien im Zuge der Griechischen Revolution der erste Lehrstuhl für Byzantinistik gegründet.
Stand die griechische Revolution zur Zeit ihrer Planung noch für fortschrittliche und aufgeklärte Ideale, so stand das Ergebnis mehr unter dem Zeichen der konservativen Reaktion: Es wurde auf Druck der europäischen Mächte eine Monarchie installiert. Der aus Bayern stammende König Otto beherrschte bereits nach kurzer Zeit die griechische Sprache in Wort und Schrift und identifizierte sich mit seiner neuen Heimat. Es gelang ihm auch, wohlhabende Auslandsgriechen zu Investitionen und Stiftungen zu bewegen. Jedoch konnte er sich nicht von seiner absolutistischen Erziehung lösen und verwehrte dem Volk Grundrechte. So wurde eine Verfassung erst auf Druck der Straße verabschiedet. Die Kinderlosigkeit seiner Ehe mit Amalia wurde ihm ebenso angelastet wie der desolate Zustand der Staatsfinanzen, der auch auf viele opulente Prestigeprojekte zurückzuführen war. Ausländische Mächte ergriffen Partei in der Führung des Landes, allen voran Großbritannien, das seine Herrschaft boykottierte. Schließlich musste Otto abdanken.
Sein Nachfolger König Georg konnte die Erfolge für sich nutzen und das Staatsgebiet ausdehnen. Dies geschah hauptsächlich durch Eroberung griechisch besiedelter Gebiete des zerfallenden Osmanischen Reiches, aber auch durch den Beitritt der Republik der Ionischen Inseln zu Griechenland in den Jahren 1863/64, was Großbritannien als Schutzmacht zuvor verhindert hatte. Bis 1923 nahm das Staatsgebiet Griechenlands schrittweise seine heutige Gestalt an.

## Wirkung und Nachwirkung in Europa

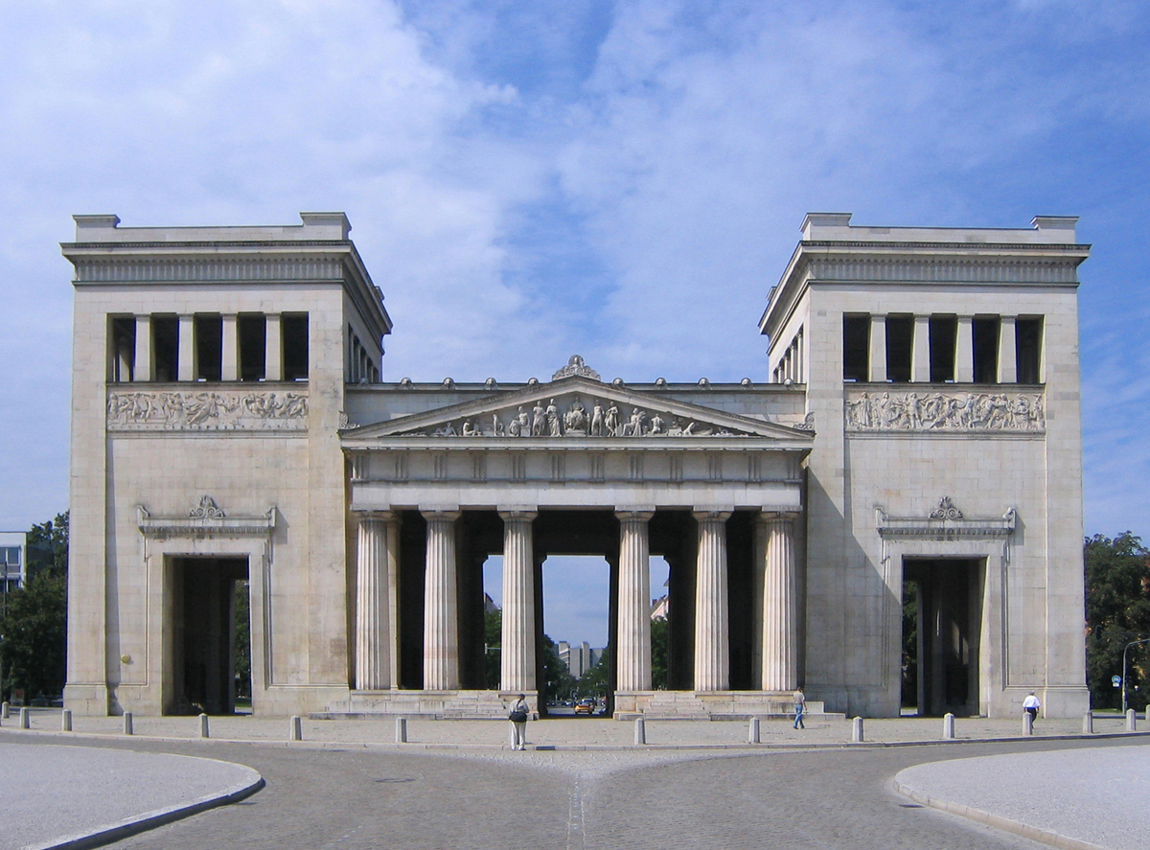
Die Propyläen am Münchner Königsplatz als Denkmal

Infolge des Falls von Byzanz 1453 hatten sich griechischsprachige Gelehrte in ganz Europa niedergelassen, wo sie die Kenntnis der altgriechischen Sprache und Schriften beförderten. Restriktionen und Repressalien der osmanischen Herrscher führten zu weiteren Migrationswellen, vor allem von Kaufleuten. Seit dem 17. Jahrhundert konnte eine größere Anhängerschaft, besonders unter Intellektuellen und Bürgerlichen, für die Befreiung Griechenlands gewonnen werden, was sich etwa auch in der Gräzisierung von Namen oder dem Philhellenismus ausdrückte. Nach dem Wiener Kongress und den Karlsbader Beschlüssen war der griechische Freiheitskampf auch im deutschsprachigen Raum ein gewichtiges Thema, was sich auch daran zeigte, dass Schriftsteller das zeitgenössische Griechenland zum Thema nahmen (beispielsweise Wilhelm Müller (Der kleine Hydriot), Leopold Schefer oder Goethe, der Gedichte aus dem Neugriechischen übersetzte). Diese Haltung entstand auch in Opposition zu einer überdauernden Griechenfeindlichkeit, die im Wesentlichen eine Spätfolge des religiösen Schismas war. Trotz Ereignissen wie dem Massaker von Chios sahen viele Politiker vor allem die Geschäftsbeziehungen zum Osmanischen Reich gefährdet.
Die Freiheit Griechenlands führte zu einer Schwächung des Osmanischen Reiches in Europa und wurde zum Vorbild weiterer Unabhängigkeitsbewegungen in Südosteuropa. Die Übertragbarkeit war jedoch nur bedingt gegeben, auf dem Balkan, allem voran in gemischt besiedelten Gebieten, entstanden Konflikte zwischen christlichen und muslimischen Bewohnern.

### Deutschsprachig
- Richard Schuberth: Lord Byrons letzte Fahrt. Eine Geschichte des Griechischen Unabhängigkeitskrieges. Wallstein, Göttingen 2021, ISBN 978-3-8353-3870-8.
- Ioannis Zelepos: Griechischer Unabhängigkeitskrieg (1821–1832). In: Europäische Geschichte Online, hrsg. vom Institut für Europäische Geschichte (Mainz), 2015; abgerufen am 11. März 2021; d-nb.info (PDF; 1,1 MB).
- Ioannis Zelepos: Kleine Geschichte Griechenlands. Von der Staatsgründung bis heute. C. H. Beck, München 2014.
- Evangelos Konstantinou: Griechenlandbegeisterung und Philhellenismus. In: Europäische Geschichte Online, hrsg. vom Institut für Europäische Geschichte (Mainz), 2012; abgerufen am 8. März 2021; d-nb.info (PDF; 576 kB).
- Richard Clogg: Geschichte Griechenlands im 19. und 20. Jahrhundert. Ein Abriß. Romiosini, Köln 1996, ISBN 3-929889-13-7 (Originaltitel: A concise history of Greece. Übersetzt von Karin E. Seifert unter wissenschaftlicher Mitarbeit von Ioannis Zelepos).
- Wilhelm Barth, Max Kehrig-Korn: Die Philhellenenzeit. Max Hueber Verlag, München 1960.
- Karl Mendelssohn-Bartholdy: Geschichte Griechenlands. Von der Eroberung Konstantinopels durch die Türken im Jahre 1453 bis auf den unsere Tage. Olms, Hildesheim 2004, ISBN 3-487-12039-9 (Repr. d. Ausg. Leipzig 1870).
- Georg Gottfried Gervinus: Geschichte des neunzehnten Jahrhunderts seit den Wiener Verträgen. Band 5. Wilhelm Engelmann Verlag, Leipzig 1861.
- Ernst Münch: Die Heerzüge des christlichen Europa wider die Osmanen und die Versuche der Griechen zur Freiheit. Schweighauser, Basel 1822–1826, 5 Bände, davon vor allem Bände 3 bis 5:
  - 3: Die Geschichte der neuesten Begebenheiten mit den Osmanen, und die Ereignisse des großen Aufstandes der Hellenen bis zur Erklärung des Kongresses von Kalamata an die Fürsten und Völker Europas.
  - 4: Geschichte des Aufstandes der hellenischen Nation von der Ermordung des Patriarchen und Erklärung des Kongresses von Kalamata bis auf unsere Tage – Die Begebenheiten des Jahres 1821.
  - 5: Geschichte des Aufstandes der hellenischen Nation von der Ermordung des Patriarchen und Erklärung des Kongresses von Kalamata bis auf unsere Tage – Die Begebenheiten der Jahre 1822, 1823 und 1824.

### Fremdsprachig
- David J. Brewer: The flame of freedom. The Greek war of independence, 1821–1833. Murray, London 2001, ISBN 0-7195-5447-0 (englisch).
- Richard Clogg: Movement for Greek Independence, 1770–1821. Macmillan Interactive Publishing, London 1976, ISBN 0-333-19275-3 (englisch).
- Douglas Dakin: The Greek Struggle for Independence 1821–1933. B. T. Batsford, London 1973.
- Douglas Dakin: British and American Philhellenes during the war of Greek independence. Hakkert, Amsterdam 1987, ISBN 90-256-0800-0 (Reprint d. Ausg. Thessaloniki 1955).
- David J. Howarth: The Greek Adventure: Lord Byron and other eccentrics in the war of independence. Collins, London 1976, ISBN 0-00-216058-7.
- Paschalis Kitromilides, Constantinos Tsoukalas (Hrsg.): The Greek Revolution. A Critical Dictionary. Harvard University Press, Cambridge, Mass. 2021.
- Paschalis Kitromilides: Enlightenment and Revolution. The Making of Modern Greece. Harvard University Press, Cambridge MA 2013.
- Mark Mazower: The Greek Revolution: 1821 and the Making of Modern Europe. Allen Lane, London 2021, ISBN 978-0-241-00410-4.
- Dimitris Michalopoulos: America, Russia and the Birth of Modern Greece, Academica Press, Washington-London 2020, ISBN 978-1-68053-942-4.
- Peter H. Paroulakis: The Greek War of Independence. Hellenic Books, Darwin 2000, ISBN 0-9590894-1-1 (früherer Titel: The Greeks).
- Ralf Zerback: Die ganze Welt ist Griechenland: Die Zeit, Nr. 34/2004